# Stéphane Dumas
Stéphane Louis Andre Dumas ( nacido el 14 de septiembre de 1978 en Sanary-sur-Mer) es un exjugador y entrenador de baloncesto francés. Con 1.89 metros de estatura, jugaba en el puesto de base.

## Trayectoria

### Como jugador
En su extenso palmarés figuran además del título LEB Oro, el de la Copa Príncipe de Asturias lograda con Alicante, el subcampeonato de la Copa del Rey con el DKV Joventut y el triplete en Francia de liga, copa y Korac con el CSP Limoges, antes de dar el salto a España.
En 2008 ficha por el Club Baloncesto Valladolid, con el que consigue ese mismo año ganar la Liga LEB y ascender a la ACB. Dumas comienza la temporada 2009/2010 desde el banquillo, pues Brian Chase viene con la vitola de titular, pero a medida que avanza la temporada, Dumas consigue cada vez más minutos. En la temporada 2010/2011 Dumas rivaliza en el puesto de base con Maxi Stanic. Durante estas tres temporadas Dumas ha sido el capitán del equipo junto con Fede Van Lacke. En verano de 2011 Dumas renueva dos años más con el Club Baloncesto Valladolid.
En 2012, Dumas decide volver a Francia doce años después para jugar en el JL Bourg Basket de la Pro B, segunda división francesa, equipo en el que se retiraría con 34 años de edad.

### Como entrenador
Comenzaría su etapa como entrenador, en 2016 siendo entrenador ayudante de Porfirio Fisac en la Selección de baloncesto de Senegal durante el preolímpico y conquistaron la medalla de plata en el Afrobasket 2016.
En la temporada 2019-20, siendo entrenador asistente de Hugo López Muñoz en el UEMC Real Valladolid Baloncesto de la Liga LEB Oro, que acabaría la liga en primer lugar, logrando el ascenso a la Liga ACB.
En la temporada 2021-22, firma como asistente de Porfirio Fisac en el CB Gran Canaria de la Liga ACB, en el que trabaja durante dos temporadas.
En 2019, se convierte en entrenador de la Selección de baloncesto de Guinea Ecuatorial.
En agosto de 2022, fue fichado como entrenador principal en FUS Rabat, equipo con el que ganó el Campeonato de Marruecos de Baloncesto de la temporada 2022-2023.
En la temporada 2023-24, se convierte en entrenador asistente del Metropolitans 92 de la LNB Pro A francesa. 

## Clubes

### Como jugador
- Hyeres-Toulon (1995-1996)
- CSP Limoges (1996-2000)
- Joventut Badalona (2000-2002)
- CB Valladolid (2002)
- Lleida Bàsquet (2002)
- Joventut Badalona (2003-2004)
- CB Girona (2004-2005)
- Air Avellino  (2005-2006)
- CB León (2006-2007)
- CB Lucentum Alicante (2007-2008)
- CB Valladolid (2008-2009)
- CB Valladolid (2009-2012)
- JL Bourg Basket (2012-2013)

### Como entrenador
- Selección de baloncesto de Senegal (Asistente) (2016-2018)
- UEMC Real Valladolid Baloncesto (Asistente) (2019-2020)
- Selección de baloncesto de Guinea Ecuatorial (2019-2024)
- CB Gran Canaria (Asistente) (2021-2022)
- FUS Rabat (2022-2023).[1]
- Metropolitans 92 (Asistente) (2023-actualidad)

## Palmarés
- Liga de Francia: 1

CSP Limoges: 1999-2000
- Copa de Francia: 1

CSP Limoges: 2000
- Copa Korać: 1

CSP Limoges: 1999-2000
Medalla de plata Afrobasket 2016 